# Strážci – Watchmen
Strážci – Watchmen (v anglickém originále Watchmen) je americký akční neo-noirový sci-fi film z roku 2009, který natočil Zack Snyder podle komiksu Watchmen – Strážci od Alana Moorea a Davea Gibbonse. V hlavních rolích se představili Malin Åkerman, Billy Crudup, Matthew Goode, Carla Gugino, Jackie Earle Haley, Jeffrey Dean Morgan a Patrick Wilson. Do amerických kin byl snímek, jehož rozpočet činil 130 milionů dolarů, uveden 6. března 2009, v některých státech (včetně Česka) proběhla premiéra o den dříve.

## Příběh
Děj filmu se odehrává v alternativní minulosti a odráží situaci 80. let 20. století. V tomto světě se objevili maskovaní superhrdinové, kteří ovlivňují zásadní události minulosti, jako válku ve Vietnamu nebo prezidentství Richarda Nixona. I když jsou bojovníci se zločinem označování jako „superhrdinové“, ve skutečnosti jedinou osobou, která má nadlidské schopnosti, je doktor Manhattan. Jeho přítomnost dává Spojeným státům strategickou výhodu nad Sovětským svazem, což zvyšuje napětí mezi těmito dvěma státy. Postupně se však stali superhrdinové nepopulárními, což vedlo k tomu, že byli roku 1977 postaveni mimo zákon.
V říjnu 1985 vyšetřuje newyorská policie vraždu Edwarda Blakea. Jelikož policejní orgány nemají žádné stopy, Rorschach, jeden ze superhrdinů, se rozhodne zjistit více. Objeví, že Edward Blake je totožný s Komediantem, hrdinou v kostýmu, kterého zaměstnávala vláda Spojených států. Rorschach věří, že objevil spiknutí, jehož účelem je tyto hrdiny odstranit, a chystá se varovat své druhy, kteří jsou již ve výslužbě: Dana Dreiberga (býval druhým Sůvou), doktora Manhattana, s nadlidskými schopnostmi, ale emocionálně odtrženého, jeho milenku Laurie Jupiterovou (druhý Hedvábný přízrak) a Adriana Veidta (kdysi hrdina jménem Ozymandias, nyní úspěšný podnikatel považovaný za nejchytřejšího člověka na světě).
Po Blakeově pohřbu je doktor Manhattan v televizi obviněn, že způsobil rakovinu svých bývalých kolegů. Když tato obvinění vezme vláda Spojených států vážně, Manhattan odejde na Mars. Na toto oslabení Spojených států reaguje Sovětský svaz invazí do Afghánistánu. Rorschachova paranoidní teorie je potvrzena tím, že Adrian Veidt jen těsně unikne pokusu o vraždu a Rorschach samotný je neprávem obviněn z vraždy a uvězněn.
Jupiterová, vyčerpaná ze vztahu s doktorem Manhattanem, se přestěhuje k Dreibergovi. Jak mezi nimi sílí citové pouto, znovu si oblečou své kostýmy, aby pokračovali ve své práci Strážců. Protože Dreiberg v určitých věcech dává za pravdu Rorschachovi, rozhodnou se ho z vězení osvobodit. Doktor Manhattan teleportuje Laurie na Mars a ta je během hádky nucena se smířit s tím, že Blake, který se kdysi pokusil znásilnit její matku, byl jejím otcem. Tento objev přiměje doktora Manhattana se znovu zajímat o lidstvo.
Na Zemi mezitím Rorschach a Sůva pokračují ve vyšetřování spiknutí kolem smrti Komedianta a obvinění, které donutilo Manhattana odejít do vyhnanství. Objeví důkaz, že za celým plánem může stát Adrian Veidt, což si Rorschach zaznamená do svého deníku, který pošle poštou do malého ultrapravicového newyorského časopisu. Dvojice poté konfrontuje Veidta v jeho útočišti v Antarktidě. Veidt objasní svůj plán, jak chce zachránit lidstvo před hrozící nukleární válkou mezi Spojenými státy a Sovětským svazem. Hodlá zaútočit na pět světových velkoměst energetickou zbraní tak, aby vina padla na doktora Manhattana. Doufá, že to spojí oba národy proti společnému nepříteli. Také se přizná k tomu, že zabil Komedianta, vyvolal rakovinu u bývalých spolupracovníků doktora, aby ho tak vystavil obviněním, a inscenoval pokus o vraždu sebe samotného, aby se zbavil podezření. Dreiberg a Rorschach se mu pokusí plán překazit, ale zjistí, že Veidt svůj plán již provedl.
Když se doktor Manhattan a Jupiterová vrátí na Zemi, jsou svědky zkázy New Yorku. Manhattan si povšimne, že jeho schopnosti jsou brzděny tachyony, jejichž zdroj je v Antarktidě. Oba se tam teleportují a dozvídají se o plánu Adriana Veidta. Veidt jim ukáže televizní vysílání, které potvrzuje konec nepřátelství mezi velmocemi. Toto zjištění přiměje téměř všechny k tomu, aby skryli pravdu před veřejností. Rorschach ale odmítne dělat kompromisy a odchází, aby vše odhalil světu. Do cesty se mu postaví doktor Manhattan a Rorschach prohlásí, že v zabránění odhalení skutečnosti mu zabrání pouze smrt. Na tento výrok doktor zareaguje tak, že Strážce, svého bývalého kolegu, zabije. Manhattan pak odejde ze Země do jiné galaxie. Dreiberg a Jupiterová se skrývají pod novými identitami a jejich vztah pokračuje. V New Yorku si vydavatel stěžuje na nedostatek článků do novin a požádá svého asistenta, aby našel něco, čím by mohli místo vyplnit. A právě tímto materiálem by mohl být Rorschachův deník, který sem byl zaslán.

## Obsazení

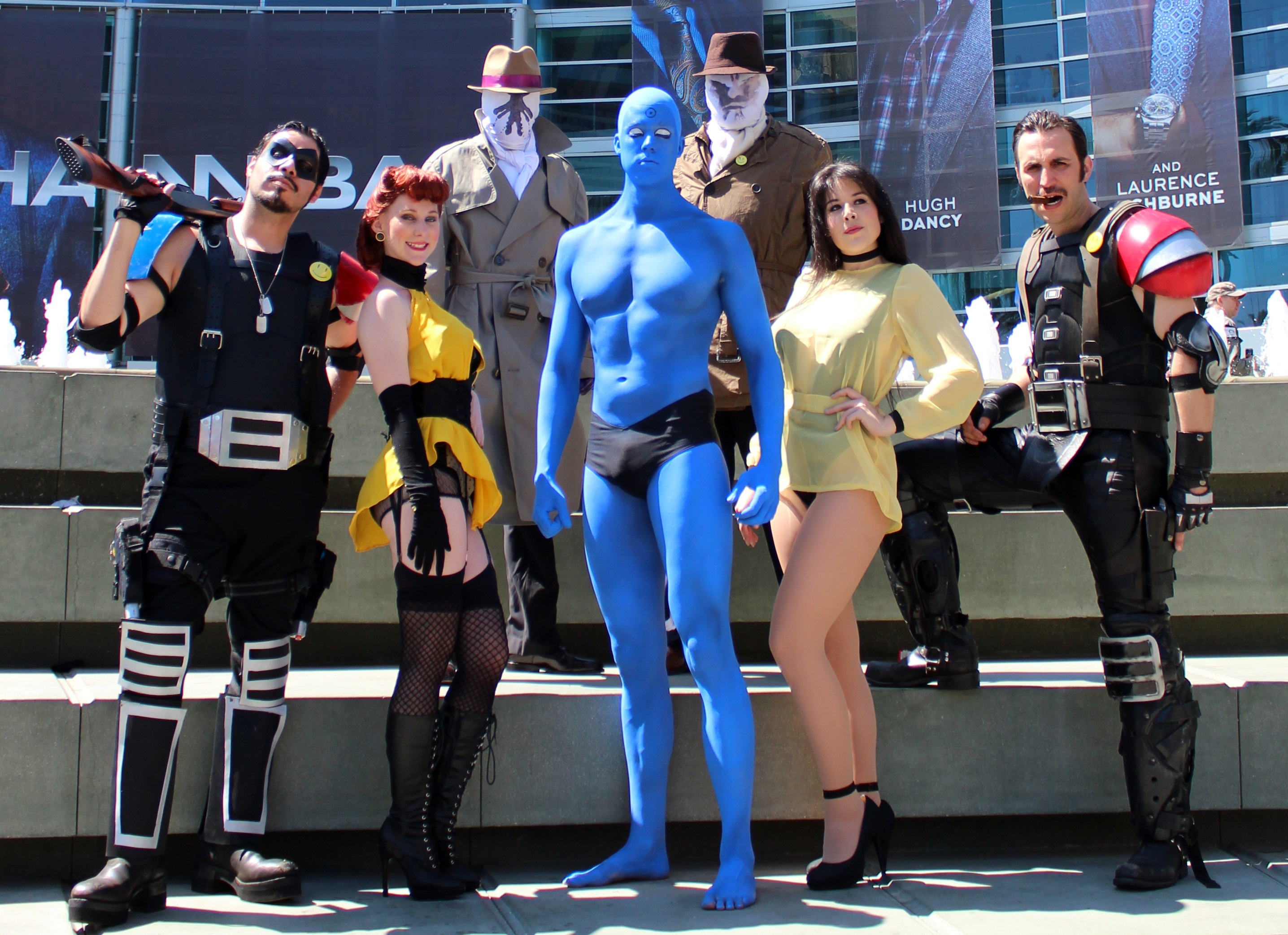
Cosplay hrdinů filmu.

- Malin Akerman jako Laurie Jupiterová / Hedvábný přízrak II (v originále Silk Spectre II)
- Billy Crudup jako Jon Osterman / doktor Manhattan
- Matthew Goode jako Adrian Veidt / Ozymandias
- Carla Gugino jako Sally Jupiterová / Hedvábný přízrak (v originále Silk Spectre)
- Jackie Earle Haley jako Walter Kovacs / Rorschach
- Jeffrey Dean Morgan jako Edward Morgan Blake / Komediant (v originále The Comedian)
- Patrick Wilson jako Daniel Dreiberg / Sůva II (v originále Nite Owl II)
- Matt Frewer jako Edgar Jacobi / Moloch
- Stephen McHattie jako Hollis Mason / Sůva (v originále Nite Owl)
- Laura Mennell jako Janey Slaterová

## Přijetí

### Tržby
Během úvodního víkendu utržil snímek ve Spojených státech více než 55 milionů dolarů a stal se tak nejúspěšnějším filmem víkendu. Celkově ve Spojených státech film utržil více než 107,5 milionů dolarů a v zahraničí dalších téměř 78 milionů dolarů. Celosvětové tržby tak činily 185 258 983 dolarů, z toho v České republice téměř 300 tisíc dolarů.

### Filmová kritika
Server Kinobox.cz na základě vyhodnocení 19 recenzí z českých internetových stránek ohodnotil film Strážci – Watchmen 75 %. Server Rotten Tomatoes udělil snímku 65 % na základě 294 recenzí (z toho 190 jich bylo spokojených). Od serveru Metacritic získal film, podle 39 recenzí, celkem 56 ze 100 bodů.